# 4-Aminoquinolina
4-Aminoquinolina es una forma de aminoquinolina, con el grupo amino en la posición 4 de la quinolina. El compuesto ha sido utilizado como precursor para la síntesis de sus derivados.
Una variedad de derivados de 4-aminoquinoline son los agentes antimalariales, útiles para tratar infecciones plasmoidales eritrocíticas. Los ejemplos incluyen amodiaquina, cloroquinaa, y hidroxicloroquinas.
Otros usos para los derivados son: anti-asmático, antibacterial, anti-fungal, anti-malarial, antiviral y agentes antiinflamatorios.
 

Una aplicación de patente para los compuestos de 4-aminoquinolina fue registrada en 2002 y publicada en 2005.

Amodiaquina
Cloroquina
Hidroxicloroquina